# ホットクリーク (カリフォルニア州モノ郡)
ホットクリーク（Hot Creek）はカリフォルニア州モノ郡にある川。オーエンズ川の支流。インヨー国有林内を流れる。
この川はシエラネバダ山脈東部でマンモスクリークとして流れ出す。マンモス山の南、マンモスレイクスの町の北にあるツインレイクスがその水源である。川の水は主に融雪水であり、ひじょうに冷たく10℃以上になることは稀である。
東へ流れてロングバレーカルデラへ入ると、ホットクリーク州立養魚場で熱水泉からの温水が加わる。そこからはホットクリークと名前をかえるが、マンモスレイクスの東13kmにあるホットクリーク峡谷に入るまでは水温が20度を超えることはまず無い。ホットクリーク峡谷では周囲や川底の多数の熱水泉から温水が川に加わる。ホットクリークはクローリー湖の上流でオーエンズ川に合流する。